# Cultösaurus Erectus
| 전문가 평가                      | 전문가 평가 |
| 평가 점수                        | 평가 점수   |
| 출처                             | 점수        |
| -------------------------------- | ----------- |
| AllMusic                         | [ 1 ]       |
| Collector's Guide to Heavy Metal | 10/10       |
| Sputnikmusic                     | [ 3 ]       |

《Cultösaurus Erectus》는 1980년 6월 14일에 발매된 미국의 하드 록 밴드 블루 오이스터 컬트의 일곱 번째 스튜디오 음반이다. 이전 음반 《Mirrors》에서 더 세련된 사운드로 실험을 한 후, 이 녹음은 밴드의 이전, 더 무거운 사운드로 되돌아가는 것을 의미했다. 또한 이 밴드는 영국 프로듀서인 마틴 버치(딥 퍼플, 화이트스네이크, 플리트우드 맥, 블랙 사바스, 아이언 메이든)와의 첫 번째 공동작업을 의미하며, 1년 후 이 밴드는 《Fire of Unknown Origin》을 프로듀싱하기도 했다.

## 배경
이 음반은 전작보다 더 많이 팔렸지만 골드 상태에 머물렀다. 그러나 이 기간 동안 블루 오이스터 컬트는 여전히 큰 행사장을 가득 메우고 있었다. 《Cultösaurus Erectus》를 홍보하는 투어에서 밴드는 Black and Blue Tour의 일환으로 블랙 사바스와 함께 미국의 스포츠 경기장을 공동 헤드라인으로 만들었다.
이 음반 커버에는 영국의 화가 리처드 클리프턴데이가 그린 《베헤모스의 세계》 그림의 중심 부분이 수록되어 있다.
수록곡인 〈Black Blade〉는 판타지, 공상과학 작가 마이클 무어콕의 가사를 특징으로 하며, 무어콕의 신화에서 가장 유명한 인물인 멜니보네의 엘릭이 휘두른 검은 검인 스톰브링거를 다룬다.
그리고 〈The Marshall Plan〉이라는 제목은 제2차 세계 대전 후의 경제 프로그램을 영국의 앰프 제조업체와 연결시킨 말로 된 연극이다.

## 곡 목록
언급하지 않는 한 모든 리드 보컬은 에릭 블룸이다.
| #  | 제목            | 작사·작곡                               | 리드 보컬 | 재생 시간 |
| -- | --------------- | --------------------------------------- | --------- | --------- |
| 1. | 〈Black Blade〉 | 에릭 블룸, 마이클 무어콕, 존 트라이버스 |           | 6:34      |
| 2. | 〈Monsters〉    | 앨버트 부샤드, 캐린 부샤드              |           | 5:10      |
| 3. | 〈Divine Wind〉 | 벅 드하마                               |           | 5:07      |
| 4. | 〈Deadline〉    | 드하마                                  | 드하마    | 4:27      |

| #  | 제목                  | 작사·작곡                                       | 리드 보컬 | 재생 시간 |
| -- | --------------------- | ----------------------------------------------- | --------- | --------- |
| 5. | 〈The Marshall Plan〉 | 블룸, A. 부샤드, 조 부샤드, 앨런 래니어, 드하마 |           | 5:24      |
| 6. | 〈Hungry Boys〉       | A. 부샤드, C. 부샤드                            | 부샤드    | 3:38      |
| 7. | 〈Fallen Angel〉      | J. 부샤드, 헬렌 휠스                            | J. 부샤드 | 3:11      |
| 8. | 〈Lips in the Hills〉 | 블룸, 드하마, 리처드 멜처                       |           | 4:24      |
| 9. | 〈Unknown Tongue〉    | A. 부샤드, 데이비드 로터                        |           | 3:55      |

## 차트
| 차트 (1980년)   | 순위 |
| --------------- | ---- |
| 영국 음반 (OCC) | 12위 |
| 미국 빌보드 200 | 34위 |